# Гуськов, Евгений Петрович
Гусько́в Евге́ний Петро́вич (16 августа 1940, Ростов-на-Дону — 19 июля 2006, там же) — биолог (основные научные интересы — генетика, эволюционная биология, зоология), философ. Автор фундаментальных работ о мутагенном и антимутагенном воздействии веществ на живые клетки. Доктор биологических наук, профессор, директор Научно-исследовательского института биологии при РГУ.

## Биография
По воспоминаниям одноклассников, Евгений Гуськов ещё в школе увлекался биологией, в особенности, всем, что касалось змей. Окончив в 1957 г. ростовскую школу № 39, Евгений Гуськов поступил на биологический факультет Ростовского государственного университета, а университетский курс по специальности «зоология» завершил в 1964 г. Первые научные работы Е. П. Гуськова были посвящены изучению внутривидовых изменений у змей. Занятий зоологией ученый не оставлял до конца жизни: его гордостью было открытие нового вида нематод (Rhabdias martinoi, 1963 г.) и создание «Определителя земноводных и пресмыкающихся Ростовской области» (1985 г.).
Генетиком Евгений Гуськов стал с легкой руки ректора РГУ Ю. А. Жданова.
Время окончания Е. П. Гуськовым университета совпало с восстановлением в РГУ после длительного «лысенковского» периода гонений кафедры генетики. Возглавил кафедру профессор Ф. И. Лященко, который и пригласил Е. П. Гуськова в аспирантуру. В 1966 году Е. П. Гуськов занял должность ассистента кафедры цитологии и генетики, в 1970 г. стал кандидатом биологических наук (тема диссертации — «Мутагенное действие пирилиевых и четвертичных пиридиниевых солей»). В 1972 году Е. П. Гуськов возглавил кафедру цитологии и генетики РГУ, и начал создавать собственную школу. Им подготовлено более 300 специалистов-генетиков, в том числе 23 кандидата, и 3 доктора наук. В 1982 г. он возглавил Научно-исследовательский институт биологии при РГУ. В 1989 г. защитил докторскую диссертацию «Генетические последствия окислительного стресса».
Е. П. Гуськов впервые в мире показал мутагенный эффект кислорода для соматических клеток человека, исследовал генетические последствия воздействия различных режимов повышенного давления кислорода на микроорганизмы, растения, животных и человека. Эти пионерские работы принесли ему известность не только в России, но и за рубежом. Результатом этих многолетних исследований стало создание модели последствий каскадного воздействия свободно-радикальных процессов на геном животных и человека, находящихся в экстремальных условиях среды и открытие нового феномена предадаптации животных к окислительному стрессу.
Е. П. Гуськовым разработана концепция протекторного катаболизма, в основе которой лежит идея о том, что продукты деградации внутриклеточных биополимеров, в частности ДНК, выполняют различные неспецифические защитные функции. В рамках развития этой концепции, под его руководством в НИИ Биологии РГУ было проведено широкомасштабное исследование биологических свойств аллантоина и открыты новые его свойства как антиоксиданта, антимутагена и витамина (аллантоин — единственный витамин, свойства которого описаны российским ученым).
Эти исследования имели большое значение для клинической и военно-морской медицины. Так, разработанный Е. П. Гуськовым способ определения индивидуальной чувствительности генома человека к окислительному стрессу по реакции лимфоцитов периферической крови в культуре клеток in vitro широко используется сегодня для отбора профессиональных водолазов. А открытому им механизму передачи устойчивости к окислительному стрессу по материнской линии ещё предстоит занять своё место в фундаментальной биологии.
Широта научных взглядов позволила ему предложить новую модель возникновения биосферы, рассмотреть причины появления и вымирания видов, показав определяющее значение хемароморфозов в появлении многоклеточности и прогрессивной эволюции биоты. Он внёс существенный вклад в теорию биологической эволюции, предложив новый фактор эволюции — коммуникативность, который, начиная с хеморецепторов у простейших и до появления социума, играет доминирующую роль.
Область научных интересов Е. П. Гуськова была чрезвычайно широка: от вопросов генетики, герпетологии, радиобиологии до проблем эволюции, теоретической биологии, философии, культурологии, методологии научного познания, этических проблем в биологии. В каждую из этих областей он внёс оригинальные идеи, которые были отражены в многочисленных публикациях. Кроме разносторонних научных талантов, Е. П. Гуськов был также известен как поэт и публицист.

## Должности и звания
Доктор биологических наук, профессор, заведующий кафедрой генетики Ростовского государственного университета, директор Научно-исследовательского института биологии при РГУ, академик Экологической Академии, действительный член Московского общества Испытателей природы, член-корреспондент Гуманитарной Академии, член Национального географического общества Америки, член МАГАТЭ, Соросовский профессор.

## Труды
- Гуськов Е. П. Метахимия природы // Научная мысль Кавказа, 2003.
- Гуськов Е. П. Аллантоин как витамин // Доклады Академии Наук, 2004.
- Гуськов Е. П. Человек: биология и социология. —Ростов-н/Д, 2006.
- Гуськов Е. П. Проблемы эволюции. —Ростов-н/Д: СКНЦ ВШ, 2010 (посмертно).

## Память
- 6 октября 2008 года в НИИ биологии Южного федерального университета была торжественно открыта мемориальная доска профессору Евгению Гуськову, возглавлявшему этот институт в течение 24 лет[3].